# 2025년 경주 APEC 정상회의
제33회 아시아 태평양 경제협력체 정상회의(영어: APEC 2025 Korea)는 2025년 11월에 대한민국 경상북도 경주시에서 개최될 예정인 아시아 태평양 경제협력체(APEC) 연례 회의이다. 2005년 부산 APEC 정상회의 다음으로 대한민국에서 개최되는 두 번째 APEC 정상회의이다.
아시아 태평양 경제협력체(APEC) 연례 정상회의는 그 해 의장국에서 개최되므로, 2025년 의장국을 맡게 된 대한민국이 개최지로 선정되었다. 비공식고위관리회의를 시작으로 2025년 연중 200회 이상의 각급 APEC 회의가 개최되며 21개국 정상을 비롯하여 6,000여명의 관료와 기업인, 언론인 등이 방한할 예정이다.

## 유치 과정
2024년 3월, 외교부는 개최 도시 선정위원회를 구성하여 본격적으로 개최 도시를 선정하기 위한 절차에 돌입하였다. 위원회는 윤진식 한국무역협회 회장을 위원장으로 하였으며, 정부 관료 및 민간위원 등 17명으로 구성되었다. 통과하여야 하는 서면 심사 항목은 다음과 같다.

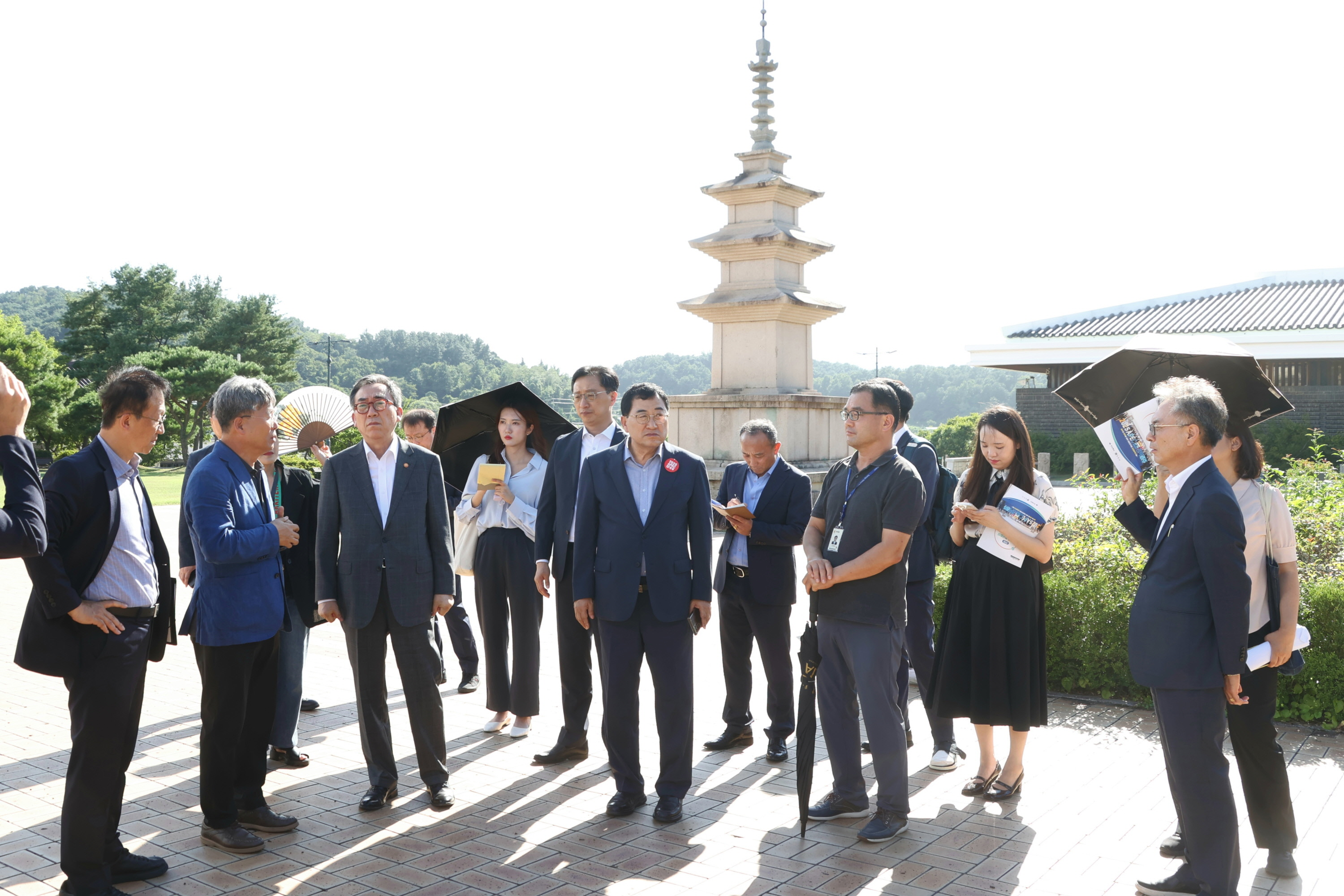
조태열 외교부 장관이 2024년 8월 경주시 불국사를 방문했다.

- 국제회의 개최 시 필요한 객관적 기준 및 역량을 평가한 4개 항목
- 18개 평가지표

5월 7일, 2025 APEC 정상회의 개최도시선정위원회 2차 회의가 열렸다. 회의에서는 3월 말부터 4월 19일까지 접수된 각 지자체의 유치 신청서를 검토하였으며 경상북도 경주시와 인천광역시, 제주특별자치도가 후보 도시로 최종 선정되었다. 같은 달 20일부터 22일까지, 후보지 3곳에 대한 현장 실사가 진행되었다. 김철원 경희대학교 교수가 실사단 단장을 맡았으며, 실시단은 각 후보 도시의 회의 시설 및 숙소, 공항 시설 및 교통, 경호 및 안전 여건 등을 점검하였다.
정부는 5월 28일, ‘2025 APEC 정상회의 준비기획단’ 현판식을 열고 본격적인 준비에 들어갔다. 준비위원회는 정부 부처 및 경제단체 인사 33명으로 구성되었다. 31일에는 기획재정부, 산업통상자원부, 해양수산부, 중소벤처기업부 등 22개 부처 주요 관계자와 관계부처회의를 열고 주제와 중점과제 구상, 분야별 장관회의 개최 계획 등을 협의하였다.
6월 8일, 3시간 동안 개최도시선정위원회 제3차 회의가 진행되었다. 후보 도시 발표에는 각 후보 도시 단체장이 직접 참석하여 유치 계획을 설명하고 개최도시선정위원과의 질의응답이 진행되었다.
6월 20일, 개최도시선정위원회 제4차 회의가 열렸다. 선정위원들은 다양한 방면에서 우수성을 보유한 경주가 최적의 후보 도시라고 다수결로 결정하였다. 또 경주를 APEC 정상회의 개최도시로 APEC 정상회의 준비위원회에 건의하기로 의결하였다.

### 인천광역시
2024년 기준 약 300만 명의 인구를 가진 인천광역시는 APEC과의 경제·문화·인적 교류 기반을 확보하고, 바이오, 반도체 신흥 핵심 기술 분야의 전략적 협력 강화로 국가와 지역 경제 활성화에 기여할 최적지라는 점을 강조하였다. 또한 인천국제공항, 호텔 및 컨벤션, 송도국제회의복합지구 등의 기반 시설을 강점으로 내세웠다.
또한 '2018년 경제협력개발기구(OECD) 세계포럼'과 '2023년 아시아 개발 은행(ADB) 연차 총회’ 등 여러 국제회의를 개최한 경험을 내세웠다.
"인천은 의장국 대한민국의 지도력을 보여주고, APEC 회원국이 성과를 얻어갈 수 있는 유산을 만드는 유일한 도시이다."— 유정복 인천광역시장

유정복 인천광역시장이 2024년 6월 8일 열린 개최도시선정위원회 제3차 회의에서 밝힌 인천의 강점은 다음과 같다.
- 송도컨벤시아 회의장 시설
- 21개국 정상을 위한 최상급 프레지던셜 스위트룸 39개 등 6,000명 귀빈 수용 가능 숙박 시설
- 인천국제공항 등 접근성

- 인천국제공항
- 송도컨벤시아가 있는 송도국제도시

### 경주시

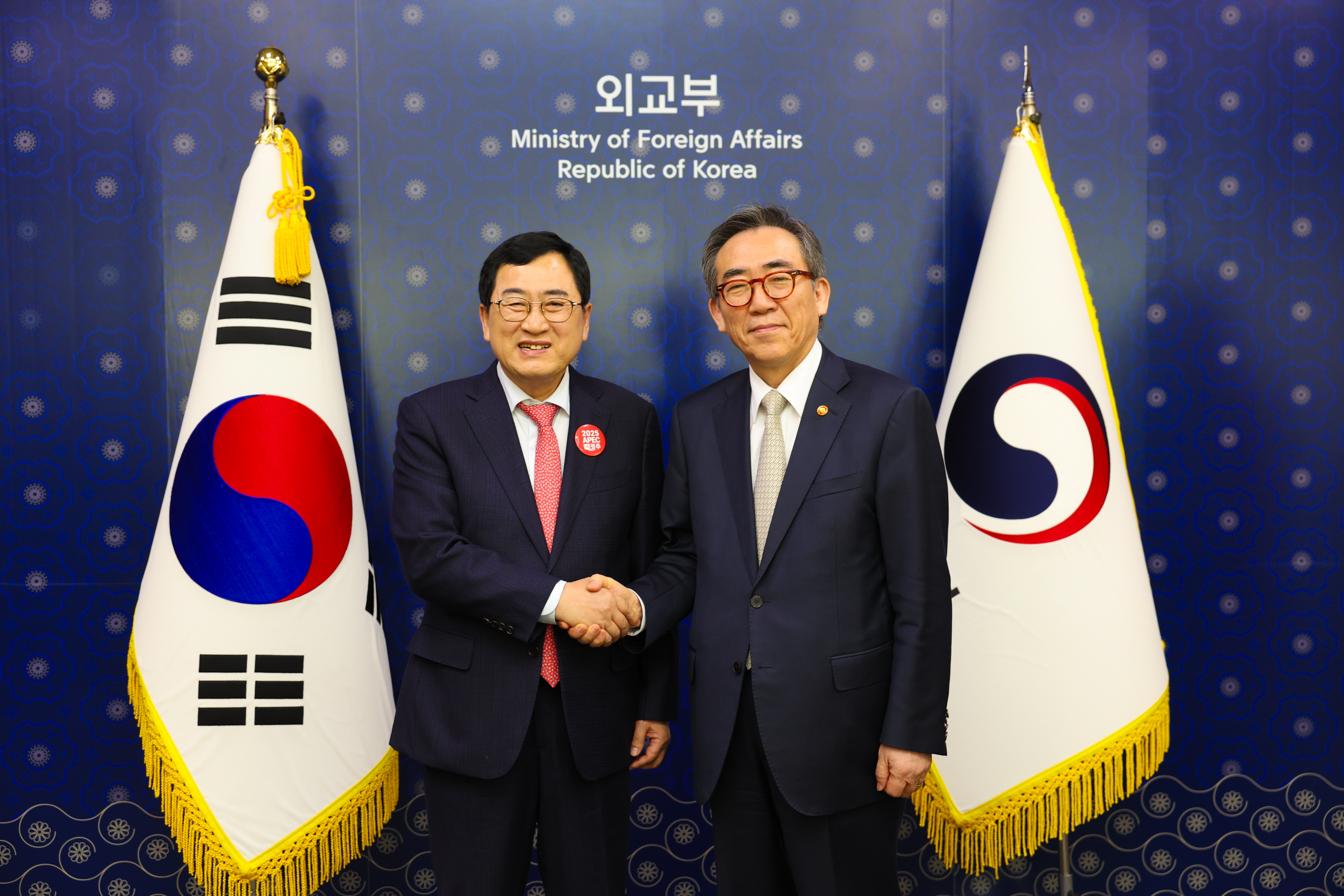
왼쪽부터 주 시장, 조태열 외교부 장관 (2024년 3월 27일)

2024년 기준 약 25만 명의 인구를 가진 경상북도 경주시는 도와 함께 2022년 민선 8기 출범부터 APEC 정상회의 유치에 나섰다.
2024년 3월 27일, 이철우 경상북도지사와 주낙영 경주시장, 김석기 의원 등 대표단은 서울 외교부 청사를 방문하여 경주 유치를 건의하였다.
"APEC 정상회의는 단순한 회의나 도시 발전상을 보여주는 것이 아니라 역사와 문화, 경제발전을 전 세계에 알리고 한 국가의 자긍심을 고취하는 국제회의이다. 지역 균형발전과 APEC의 포용적 성장 가치 실현에 있어 최적지는 오직 경주 뿐이다."— 이철우 경상북도지사

5월 7일, 시는 APEC 정상회의준비기획단에 유치 신청서를 제출하였다. 신청서에서 경주시는 역사 문화 도시라는 점을 강조하기 위하여 정상 만찬장으로 월정교를 제안하였다.
주낙영 경주시장이 2024년 6월 8일 열린 개최도시선정위원회 제3차 회의에서 밝힌 경주의 강점은 다음과 같다.
- 2005년 부산 APEC 정상회의 계기 한미 정상회담 개최 전력
- 김해국제공항, 대구국제공항, 포항경주공항, 울산공항 등 1시간 이내 거리 공항 4개
- APEC의 포용적 성장가치 및 지방균형발전 가치 실현

### 제주특별자치도
2024년 기준 약 70만 명의 인구를 가진 제주특별자치도는, 도가 탄소 중립 정책을 선도하고 있는 등 APEC의 지속 가능성과 포용성에 가장 부합한다는 점을 내세웠다. 또한 유네스코 세계자연유산 등의 자연 경관으로 한국을 알릴 수 있고 6차례의 정상회담 개최 경험을 토대로 한 국제 회의 인프라 시설과 노하우를 강점으로 내세웠다.
도는 2024년 4월 19일, 760쪽에 이르는 APEC 정상회의 유치신청서를 외교부에 제출하였다.
"정상회의 제주 개최는 제주가 새롭게 조명 받고 브랜드가 성장할 수 있는 절호의 기회가 될 것이다."— 양문석 2025 APEC 정상회의 제주유치 범도민추진위원회 공동위원장

5월 14일, 제주관광대학교에서 '2025 APEC 정상회의 제주 유치 범도민 결의대회'가 열렸다. 행사에는 오영훈 도지사와 해녀, 초등학생, 외국인 등이 나서 제주 유치를 열망하는 메시지를 전하였으며, 10개 자생단체가, 공정한 개최 도시 선정을 촉구하는 APEC 제주 유치 결의문을 낭독하였다.
오영훈 제주특별자치도지사가 2024년 6월 8일 열린 개최도시선정위원회 제3차 회의에서 밝힌 제주의 강점은 다음과 같다.
- 탄소 중립 및 기후변화 등 APEC이 추구하는 가치에 가장 부합
- APEC 개최 계기, 아시아 태평양 국가 간 협력을 주도하는 글로벌 네트워크 거점으로 발돋움
- 정상회의 개최 시 필요한 인프라가 이미 구비되어 있어 별도의 재정 투입 불필요

### 개최지 확정
2024년 6월 27일, APEC 정상회의 준비위원회는 서울 외교부 청사에서 2차 회의를 열고 개최지를 경주시로 최종 확정하였다.
경쟁도시 중 유일한 기초자치단체로서 모든 게 불리한 여건이었지만 경주가 마침내 해냈다. 철저한 준비로 역대 최고의 행사가 될 수 있도록 최선을 다하겠다.— 주낙영 경주시장

### 준비 과정
2024년 8월 30일, 조태열 외교부 장관 등 외교부 APEC 준비 기획단은 경주를 방문하여 정상회의 시 사용할 주요 시설을 시찰하였다. 조 장관 등 준비 기획단이 시찰한 주요 시설은 다음과 같다.
- 보문관광단지 국제회의 복합지구
- 경주화백컨벤션센터 (주 회의장)
- 더케이호텔, 힐튼 경주, 소노벨 경주 (숙박 시설)
- 황룡원, 불국사, 경주박물관 (오찬·만찬·문화행사 시설)

조 장관은 자리에서 "경북도, 경주시와 긴밀히 협력하여 APEC 정상회의가 세계의 찬사를 받을 수 있도록 노력하겠다"고 말하였다.
- 경주화백컨벤션센터
- 보문관광단지
- 불국사
- 2024년 8월 30일 경주를 방문한 조태열 외교부 장관

이철우 경상북도지사 등 경북도 방문단은 2024년 11월, 페루 수도 리마에서 개최되는 APEC 정상회의에 참석하는 윤석열 대통령 특별수행원 자격으로 페루를 방문하여, 경주를 홍보하였다. 홍보 활동에는 김석기 국민의힘 국회의원(경주)과 주낙영 경주시장이 동행하였다. 방문단은 페루 언론사의 요청에 따라 인터뷰를 진행하는 등 여러 홍보 활동을 펼쳤다.
2024년 12월 9일부터 11일까지, 윤성미 APEC 고위관리회의 의장은 서울에서 APEC 비공식고위관리회의(ISOM)를 개최하였다. 같은 달 9일, 조태열 외교부 장관은 APEC 회원 고위관리 대표단을 대상으로 환영만찬을 개최하였다. 이에 APEC 회원들은 협력 의지를 밝혔다.
- 페루 현지 매체들과 인터뷰 중인 경상북도 방문단 (2024년 11월 15일, 왼쪽부터 이철우 경북도지사, 김석기 국민의힘 국회의원(경주), 주낙영 경주시장)
- 주 시장, 까를로스 차베즈-타푸르 페루 APEC 페루 대통령 지위 실무그룹 의장단 의장 접견 (2024년 11월 19일)
- 2025 경주 APEC 특별법 국회 통과 (2024년 11월 28일)

## 예상 참석자
2025년 경주 APEC 정상회의는 2025년 1월 20일 재취임한 도널드 트럼프 미국 대통령의 두 번째 임기 중 첫 APEC 회의이며, 3월 14일 총리로 취임한 마크 카니 캐나다 총리와 6월 4일 대통령으로 취임한 개최국인 이재명 대한민국 대통령에게도 첫 APEC 회의가 될 것이다. 또한, 2024년 10월 1일 취임한 클라우디아 셰인바움 멕시코 대통령에게도 2024년 페루 APEC 회의 불참 결정 이후 첫 대면 APEC 회의가 될 것이다.

아래 목록은 2025년 경주 APEC 정상회의 참석이 예상되는 정상에 관한 목록으로, 실제 참석 정상 목록과는 다를 수 있다.

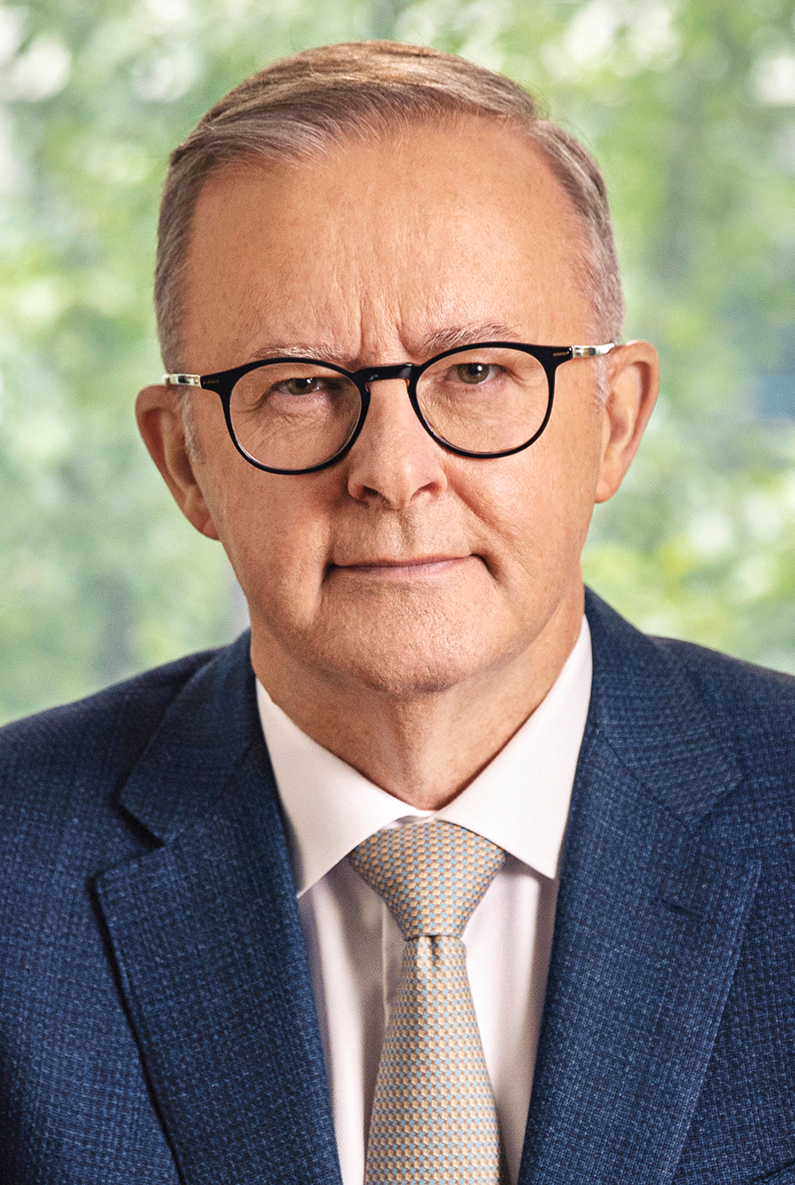
오스트레일리아 앤서니 앨버니지, 총리
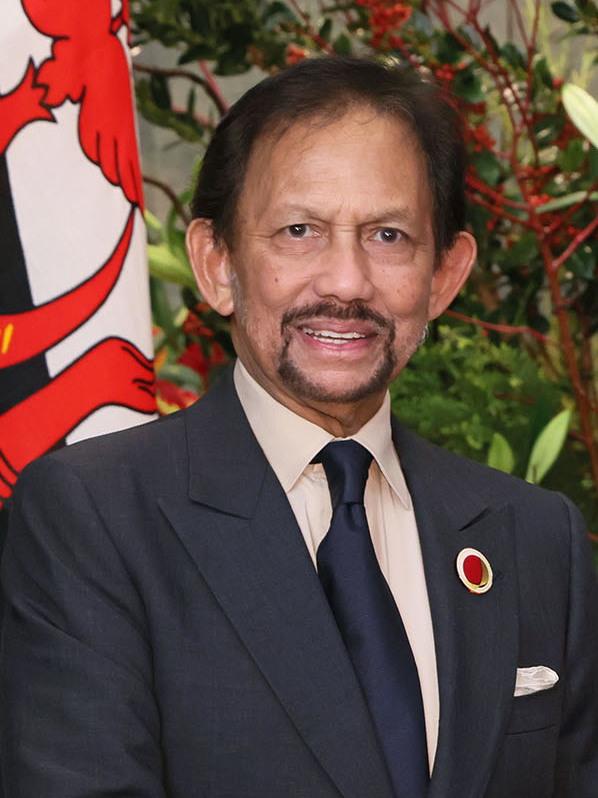
브루나이 하사날 볼키아, 술탄
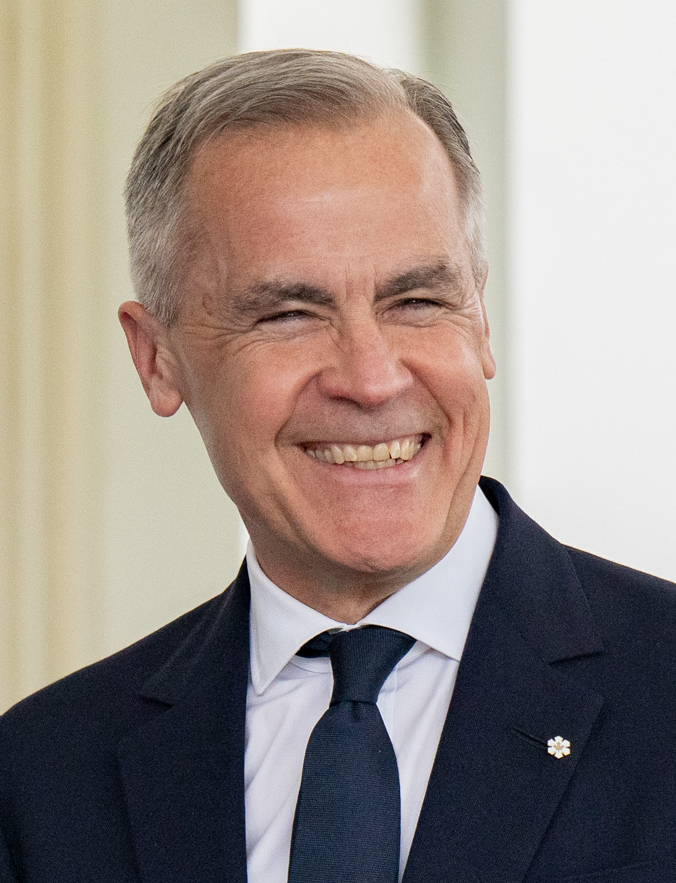
캐나다 마크 카니, 총리
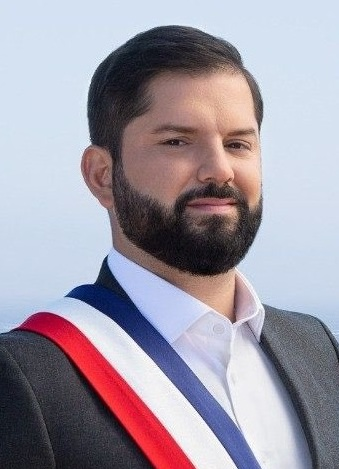
칠레 가브리엘 보리치, 대통령
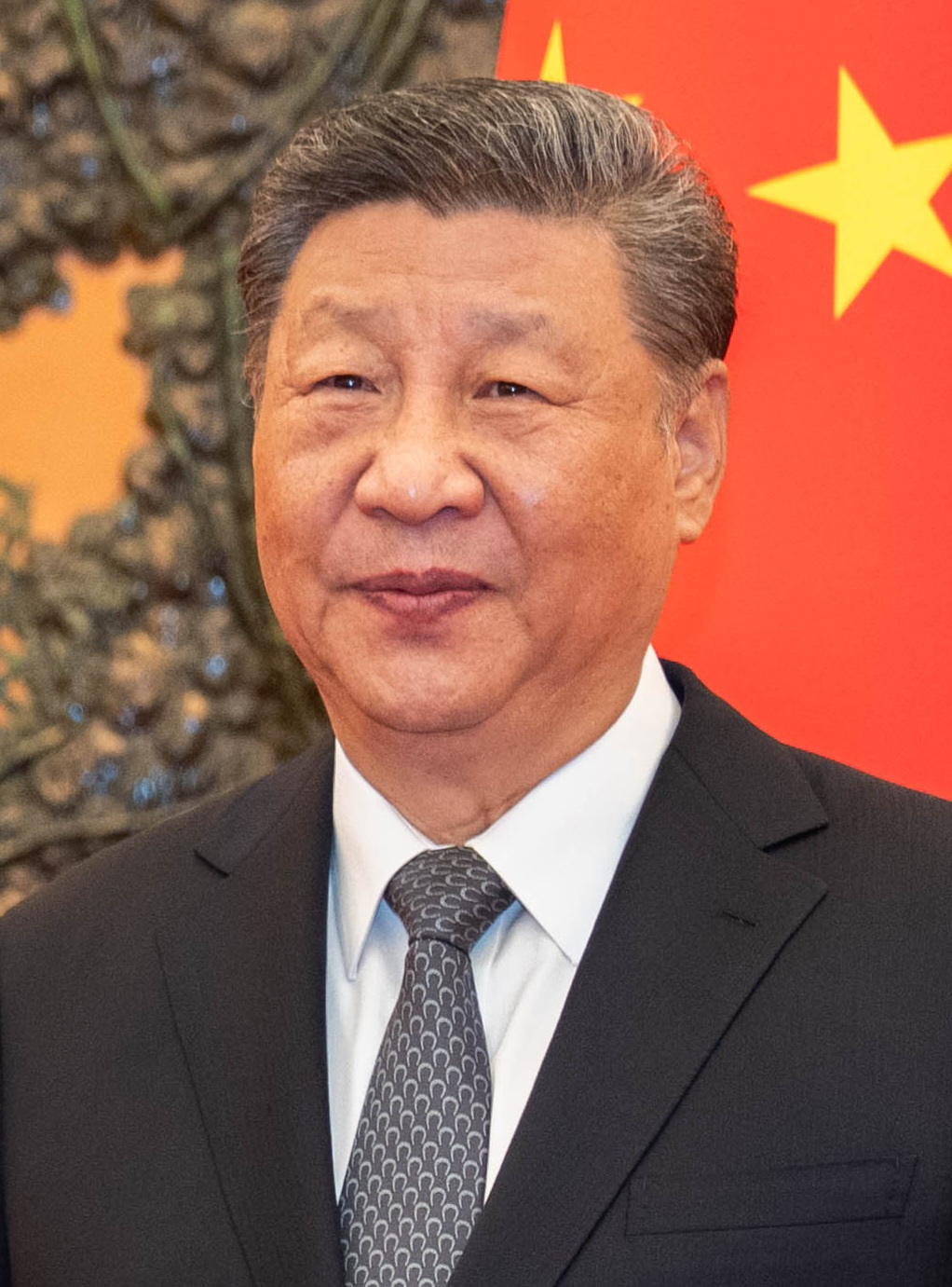
중국 시진핑, 주석[a]
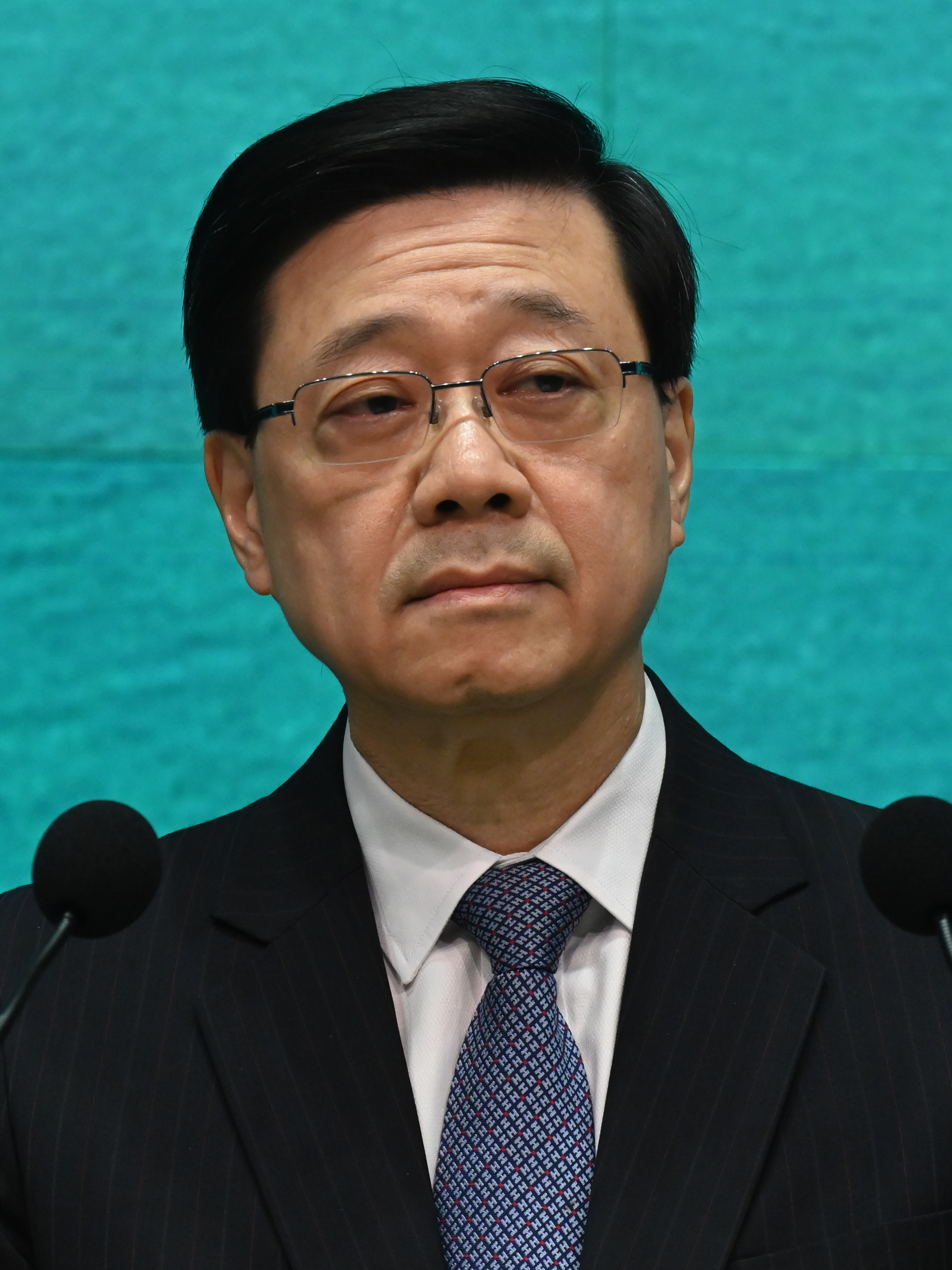
홍콩 존 리, 행정장관
인도네시아 프라보워 수비안토, 대통령
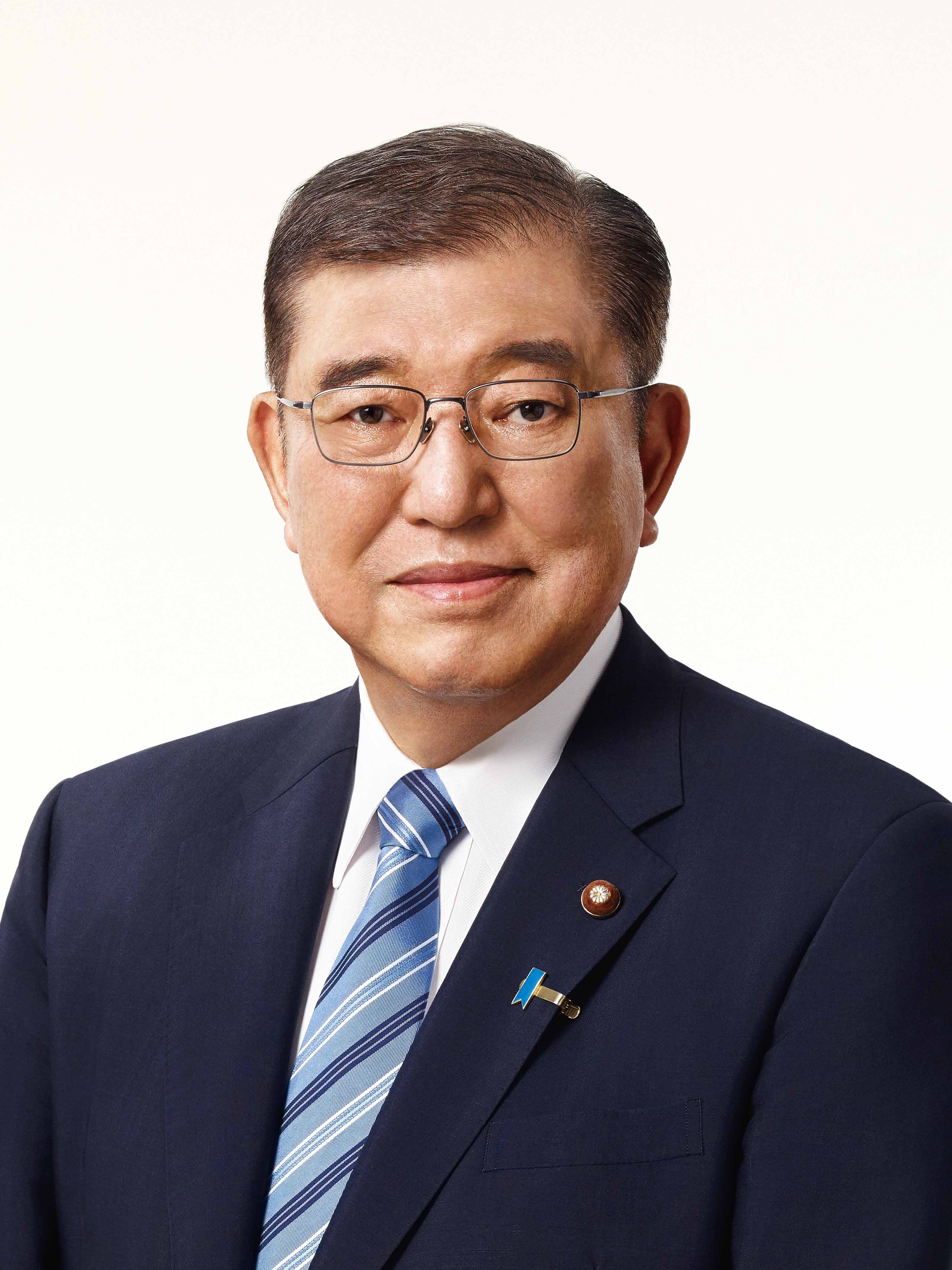
일본 이시바 시게루, 총리
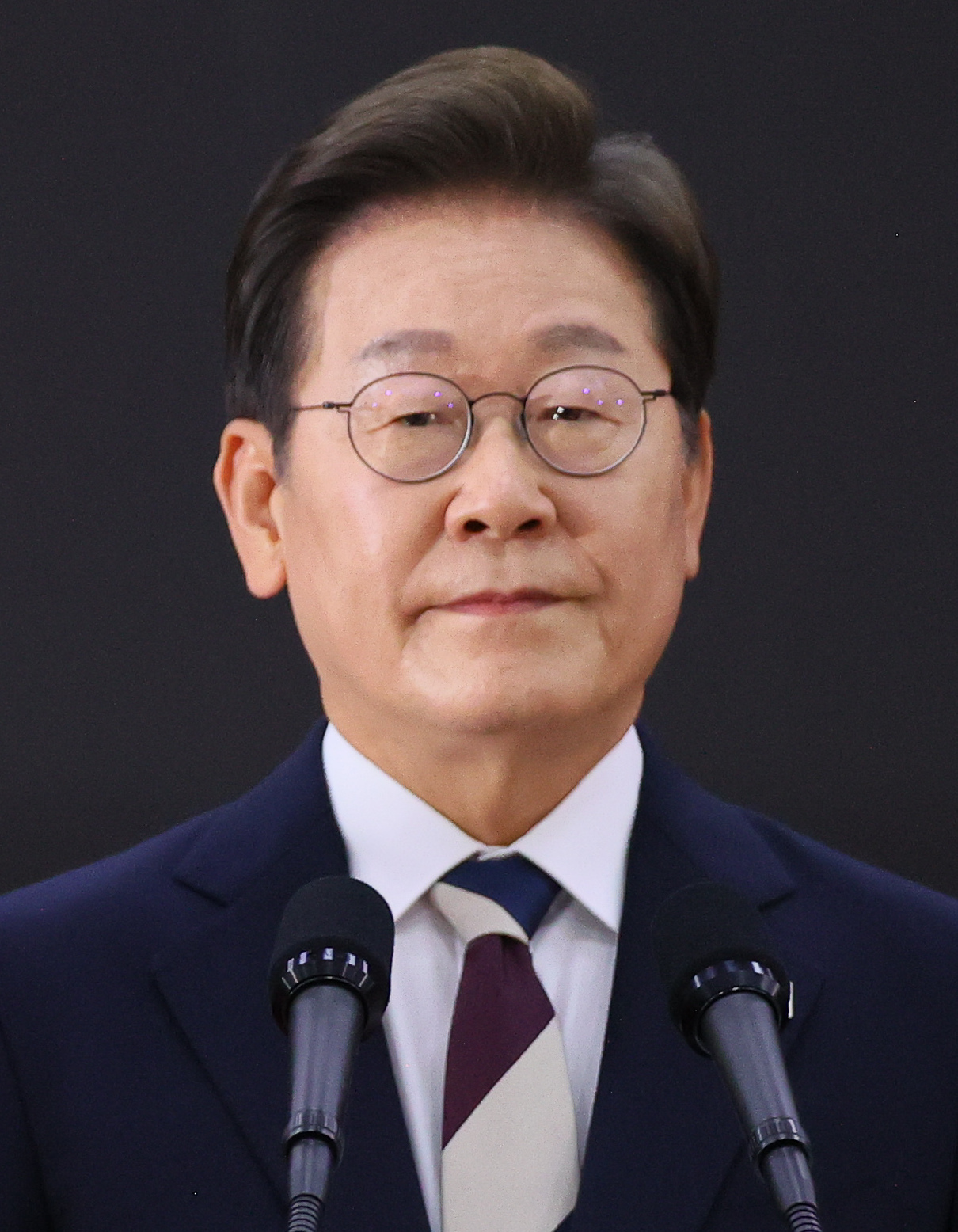
대한민국 이재명, 대통령 (개최국)
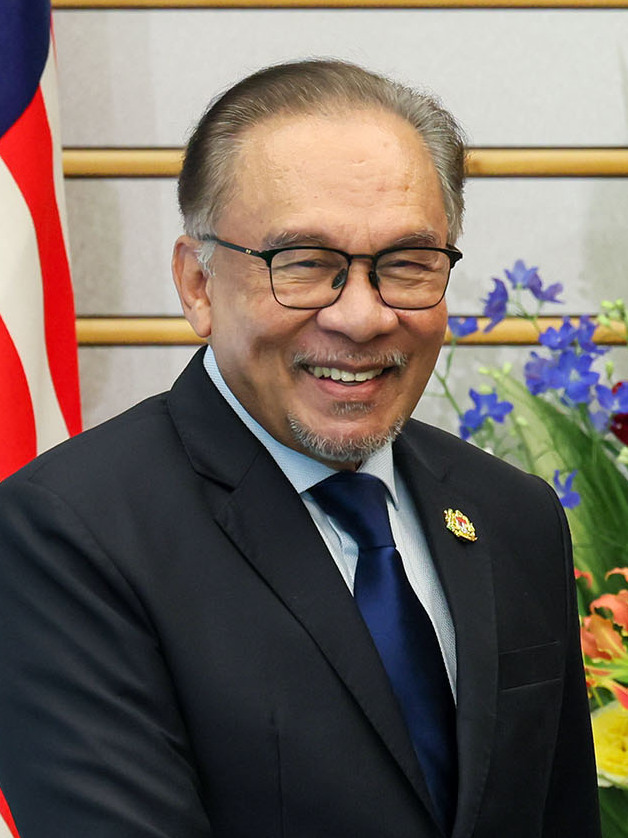
말레이시아 안와르 이브라힘, 총리
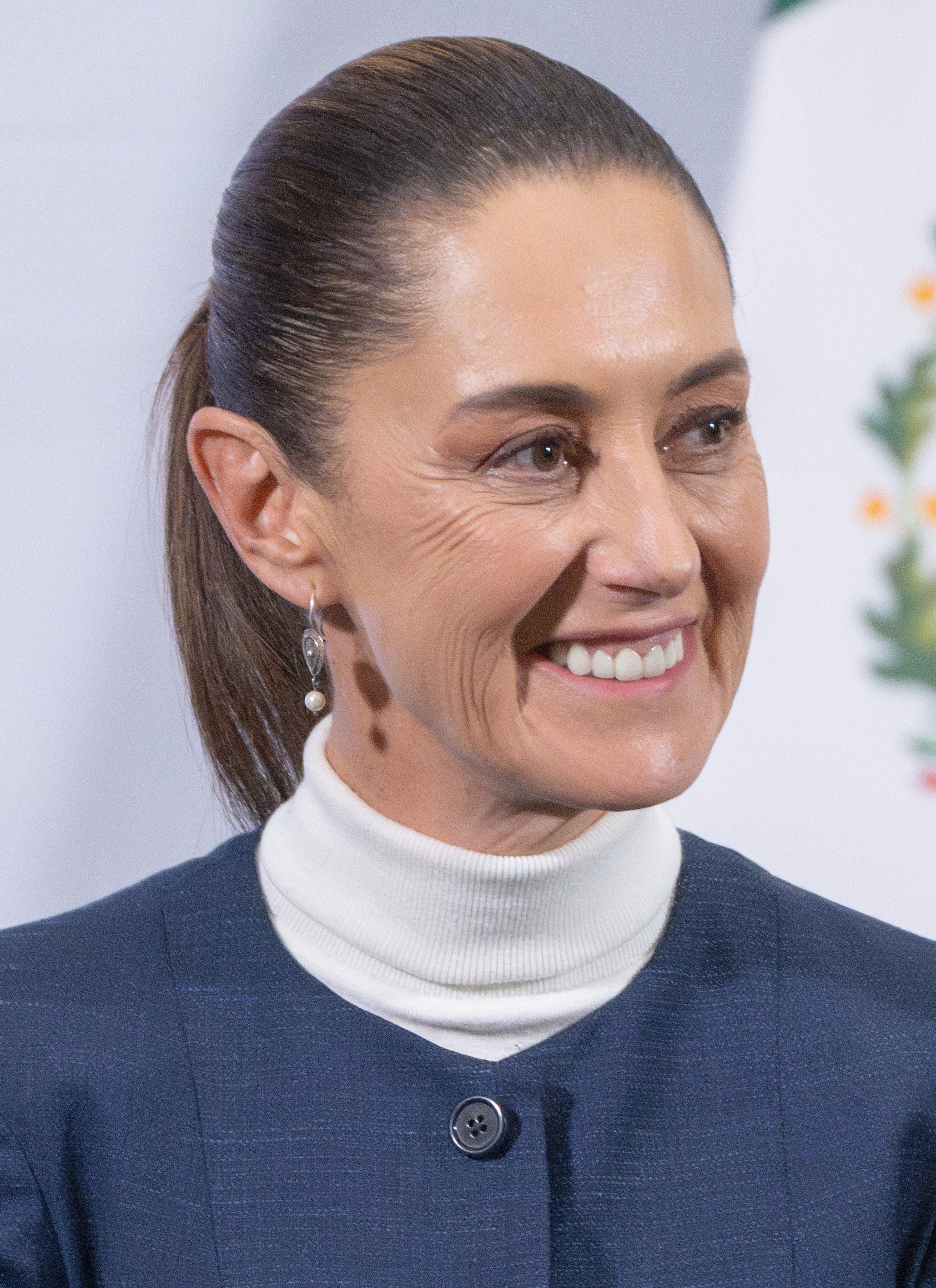
멕시코 클라우디아 셰인바움, 대통령
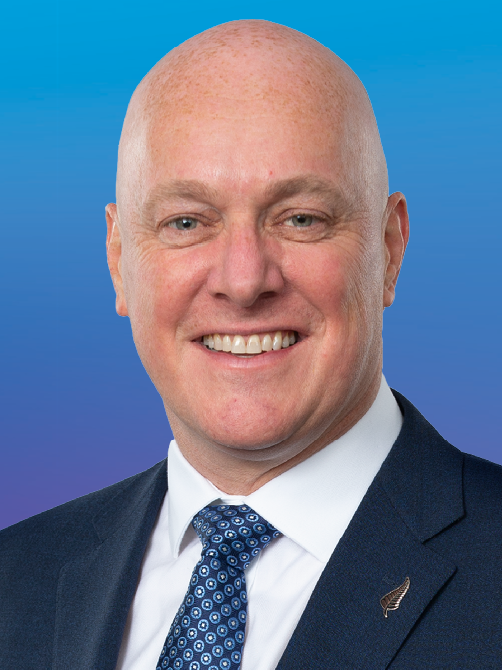
뉴질랜드 크리스토퍼 럭슨, 총리
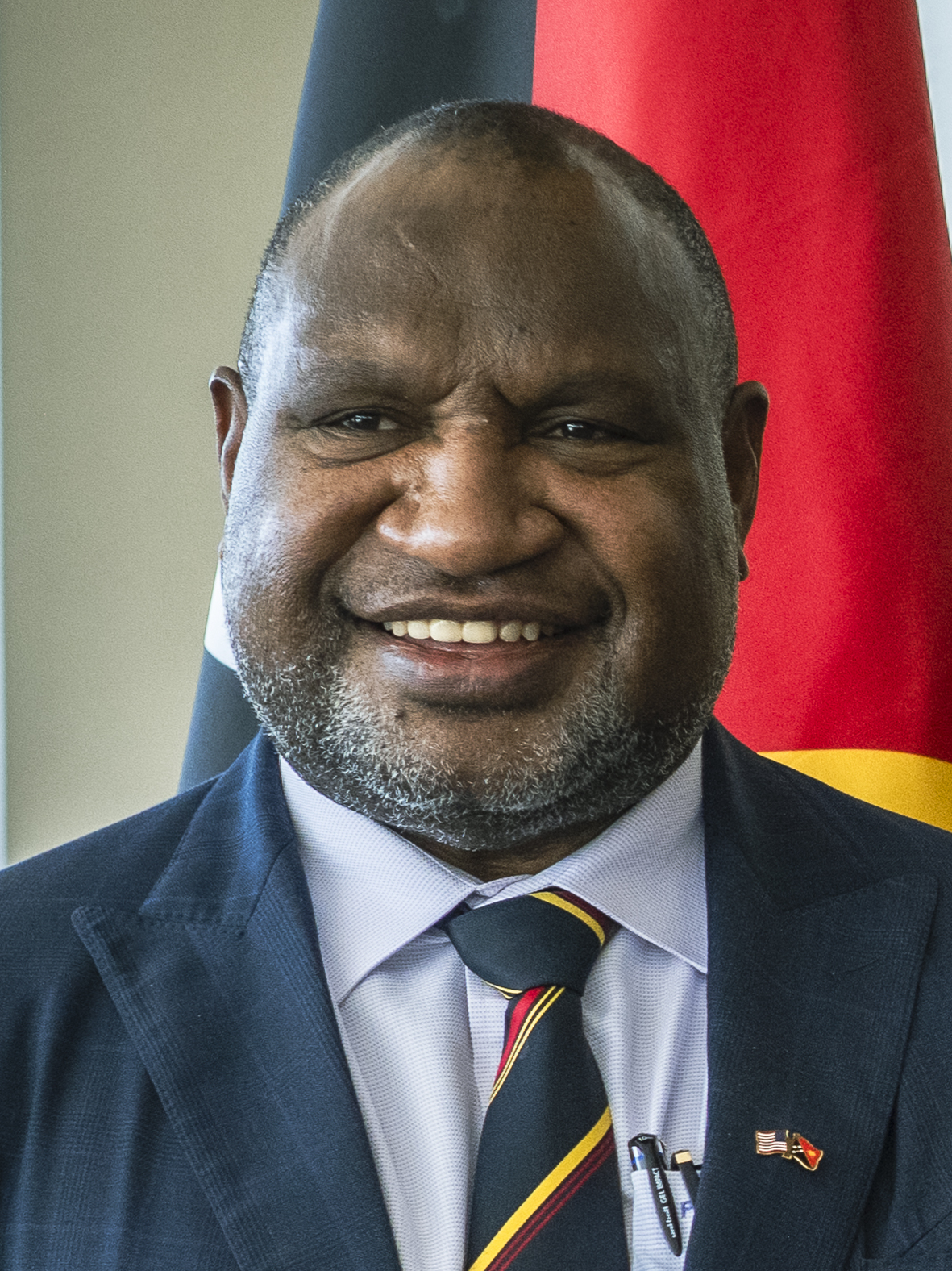
파푸아뉴기니 제임스 마라페, 총리
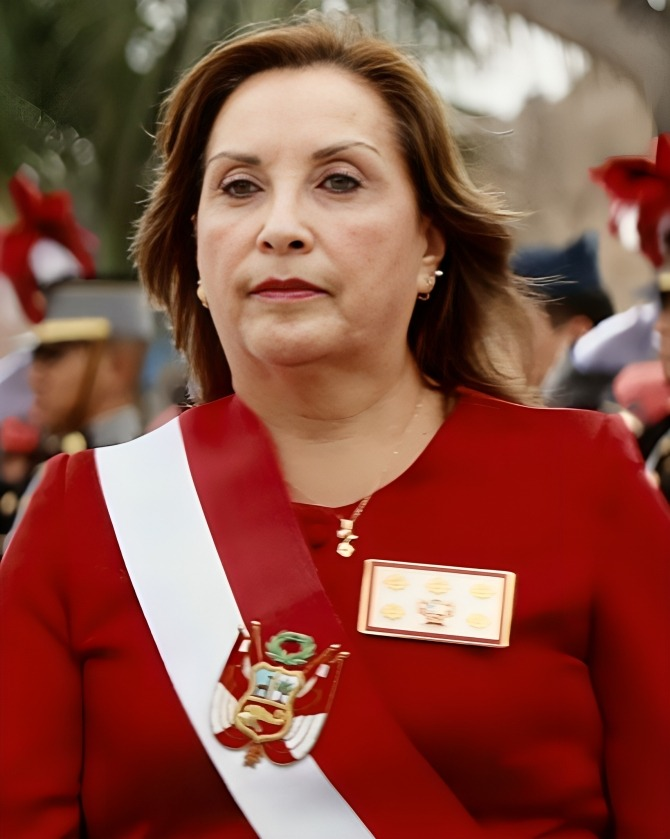
페루 디나 볼루아르테, 대통령
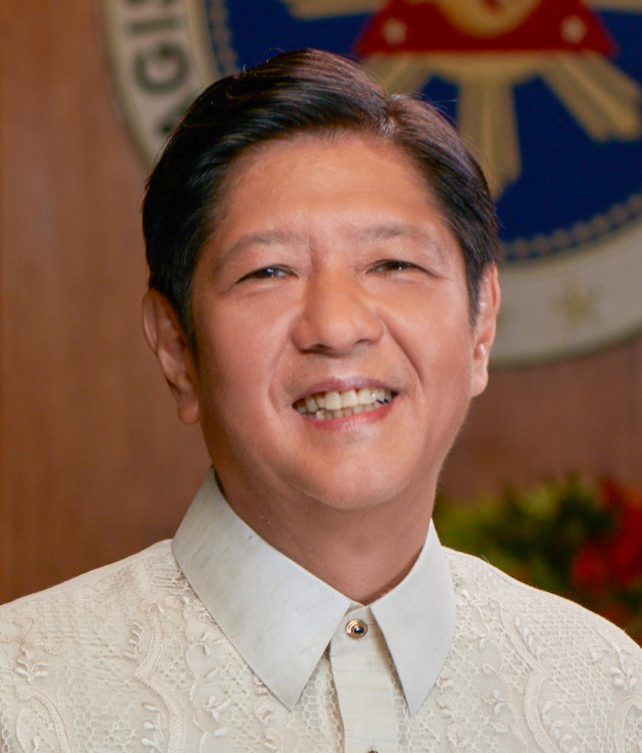
필리핀 봉봉 마르코스, 대통령
러시아 대표 (미정)[b]
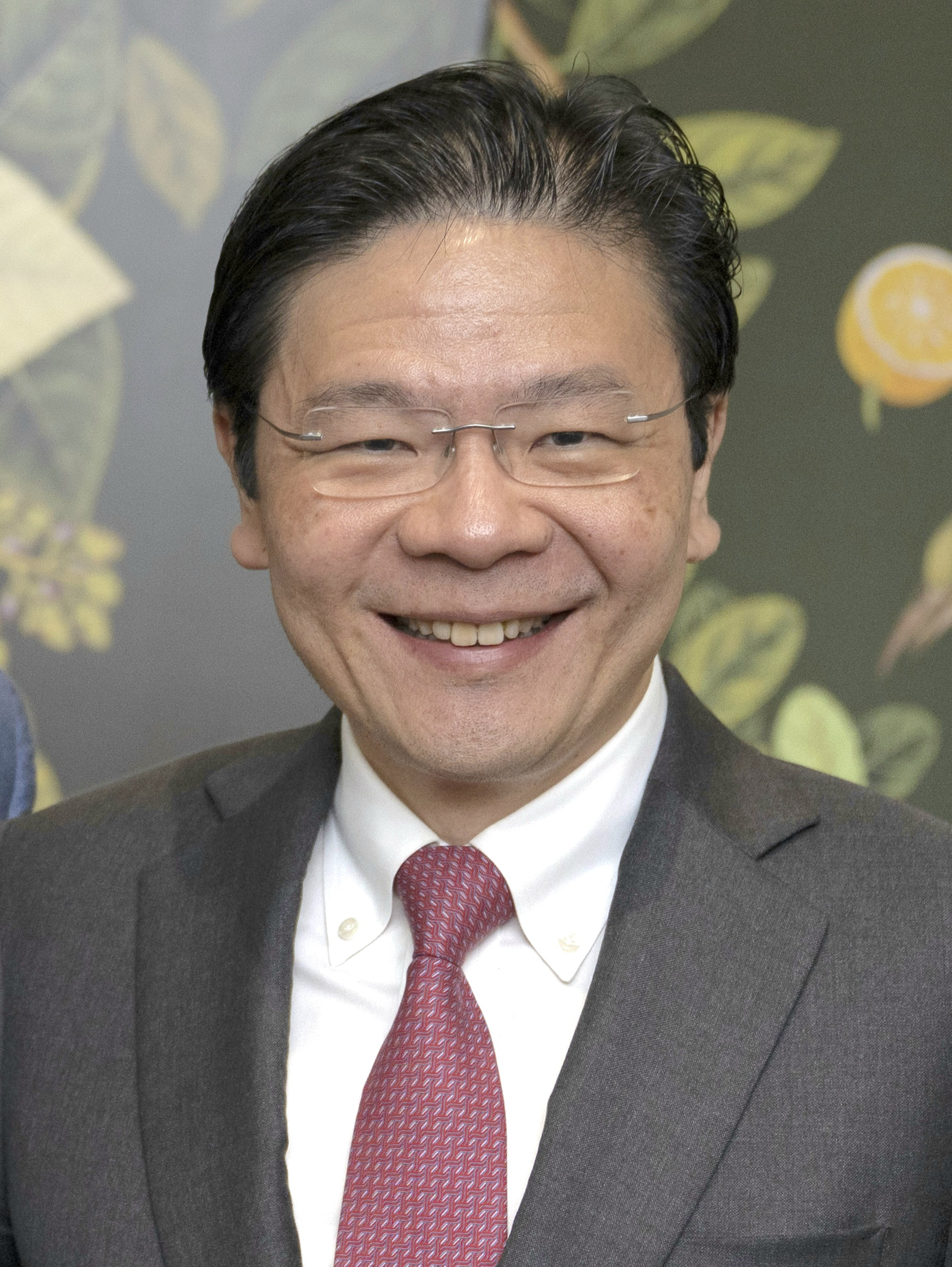
싱가포르 로런스 웡, 총리
중화민국 대표 (미정) 지도자의 특별 대표[c] (라이칭더 대표)
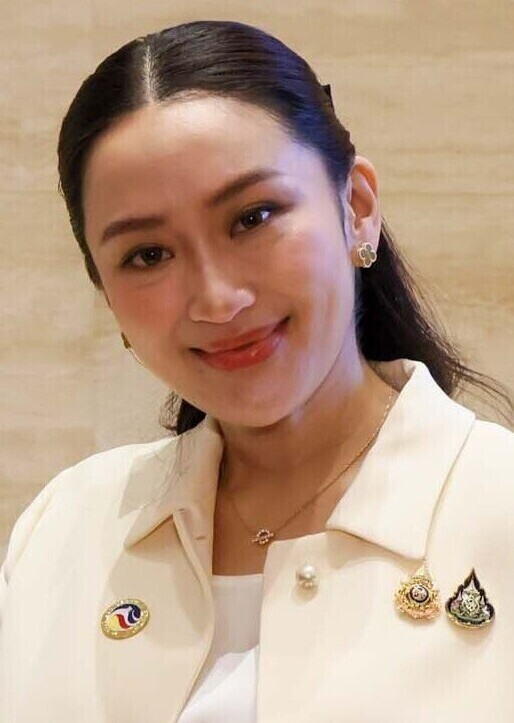
태국 패통탄 친나왓, 총리
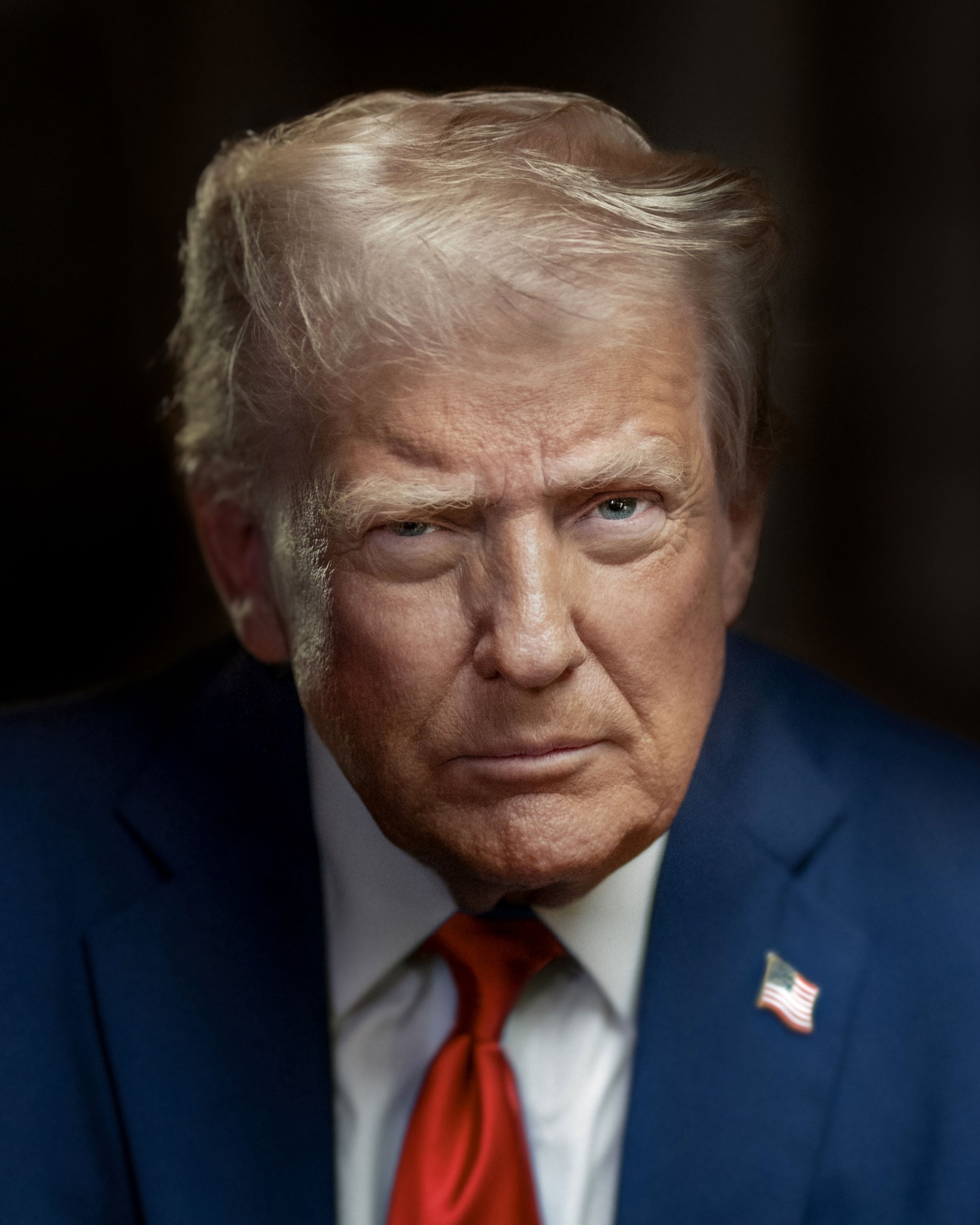
미국 도널드 트럼프, 대통령
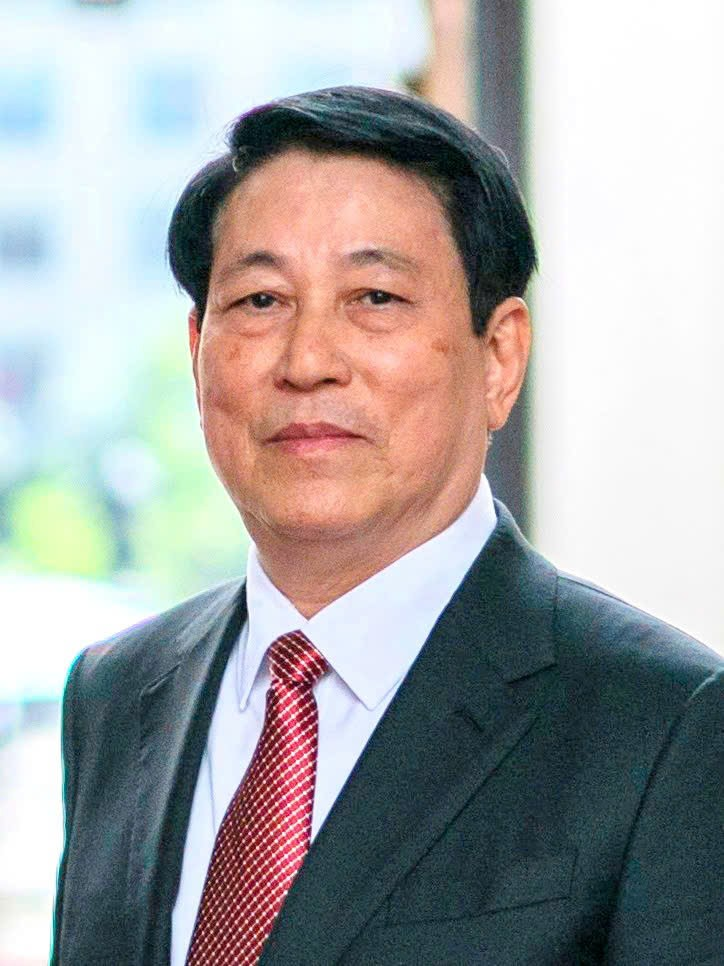
베트남 르엉끄엉, 주석[d]

## 같이 보기
- 2005년 부산 APEC 정상회의

### 내용주
1. ↑  중화인민공화국 주석은 법적으로는 의례적 직책이지만, 중국 공산당 중앙위원회 총서기(일당제공산국가의 실질적 지도자)는 1993년 이래 과도기를 제외하고 항상 이 직책을 겸임해 왔다.
2. ↑  2022년 러시아의 우크라이나 침공의 결과로, 국제형사재판소는 블라디미르 푸틴 러시아 대통령에 대한 체포 영장을 발부했으며,[20] 대한민국 또한 법원의 회원국이므로, 체포 위험으로 인해 APEC 정상회담에 푸틴의 대표가 참석할 것으로 예상된다.
3. ↑  양안 관계의 복잡성으로 인해 중화민국("중화민국" 또는 "타이완")은 공식 명칭으로 대표되지 않고 "중화 타이베이"라는 이름으로 APEC에 참여한다. 중화민국 총통은 연례 APEC 경제 지도자 회의에 직접 참석하지 않는다. 대신, 경제 문제를 담당하는 장관급 인사 또는 총통이 지정한 인사가 대표로 참석한다. APEC 중화 타이베이 대표 목록 참조.[출처 필요]
4. ↑  베트남의 실제 정부수반은 총리이다. 베트남 주석은 법적으로 국가원수이지만, 베트남 공산당 중앙위원회 총비서는 일당제공산국가에서 실질적인 최고 정치 지도자이다.